# Slalomvärldsmästerskapen i kanotsport 2010
Slalomvärldsmästerskapen i kanotsport 2010 anordnades den 8-12 september i Tacen, Slovenien. 

## Medaljsummering

### Medaljtabell
| Pl.    | Nation         | Guld | Silver | Brons | Totalt |
| ------ | -------------- | ---- | ------ | ----- | ------ |
| 1      | Slovakien      | 3    | 2      | 0     | 5      |
| 2      | Frankrike      | 2    | 2      | 0     | 4      |
| 3      | Tjeckien       | 1    | 2      | 1     | 4      |
| 3      | Tyskland       | 1    | 2      | 1     | 4      |
| 5      | Österrike      | 1    | 0      | 1     | 2      |
| 5      | Italien        | 1    | 0      | 1     | 2      |
| 7      | Australien     | 0    | 1      | 1     | 2      |
| 8      | Slovenien      | 0    | 0      | 2     | 2      |
| 9      | Spanien        | 0    | 0      | 1     | 1      |
| 9      | Storbritannien | 0    | 0      | 1     | 1      |
| Totalt | Totalt         | 9    | 9      | 9     | 27     |

### Herrar
| Gren    | Guld | Poäng  | Silver                                                                                          | Poäng  | Brons                                                                                          | Poäng  |
| C-1     | Tony Estanguet (FRA)                                                                                      | 95,70  | Michal Martikán (SVK)                                                                           | 98,61  | Jordi Domenjó (ESP)                                                                            | 99,41  |
| C-1 lag | Slovakien Michal Martikán Alexander Slafkovský Matej Beňuš                                                | 105,34 | Tyskland Sideris Tasiadis Jan Benzien Franz Anton                                               | 106,71 | Tjeckien Stanislav Ježek Jan Mašek Michal Jáně                                                 | 110,67 |
| C-2     | Slovakien Pavol Hochschorner Peter Hochschorner                                                           | 105,35 | Frankrike Denis Gargaud Chanut Fabien Lefèvre                                                   | 109,00 | Storbritannien David Florence Richard Hounslow                                                 | 109,36 |
| C-2 lag | Frankrike Denis Gargaud Chanut & Fabien Lefèvre Gauthier Klauss & Matthieu Peche Pierre Picco & Hugo Biso | 124,90 | Tjeckien Jaroslav Volf & Ondřej Štěpánek Tomáš Koplík & Jakub Vrzáň Lukáš Přinda & Jan Havlíček | 125,70 | Tyskland Kai Müller & Kevin Müller Robert Behling & Thomas Becker David Schröder & Frank Henze | 126,78 |
| K-1     | Daniele Molmenti (ITA)                                                                                    | 91,00  | Vavřinec Hradilek (CZE)                                                                         | 91,56  | Jure Meglič (SLO)                                                                              | 93,74  |
| K-1 lag | Tyskland Alexander Grimm Fabian Dörfler Hannes Aigner                                                     | 101,80 | Frankrike Pierre Bourliaud Boris Neveu Fabien Lefèvre                                           | 102,92 | Italien Daniele Molmenti Diego Paolini Stefano Cipressi                                        | 103,55 |

### Damer
| Gren    | Guld                                                         | Poäng  | Silver                                                       | Poäng  | Brons                                           | Poäng  |
| C-1     | Jana Dukátová (SVK)                                          | 125,71 | Leanne Guinea (AUS)                                          | 131,90 | Jessica Fox (AUS)                               | 134,18 |
| K-1     | Corinna Kuhnle (AUT)                                         | 102,64 | Jana Dukátová (SVK)                                          | 107,73 | Violetta Oblinger-Peters (AUT)                  | 110,06 |
| K-1 lag | Tjeckien Štěpánka Hilgertová Irena Pavelková Marie Řihošková | 126,23 | Tyskland Jennifer Bongardt Jasmin Schornberg Melanie Pfeifer | 131,42 | Slovenien Eva Terčelj Nina Mozetič Urša Kragelj | 136,11 |

|}